# Reinhard Marxkors
Reinhard Marxkors (* 28. Februar 1932 in Hövelhof; † 9. Juni 2024 in Münster) war ein deutscher Zahnmediziner, Werkstoffkundler und Hochschullehrer.

## Leben
Marxkors studierte nach dem Abitur, welches er infolge der Kriegswirren erst 1953 erwarb, Zahnmedizin in Münster. Nach nur sieben Semestern schloss er dieses Studium im Herbst 1956 ab; promoviert wurde er im Sommer 1957.
Nach Hospitationen am Zahnärztlichen Institut der Universität Zürich habilitierte er sich im Sommersemester 1964 mit dem Thema „Elektrochemische Vorgänge an metallischen Fremdstoffen in der Mundhöhle“. 1969 wurde er zum außerplanmäßigen Professor ernannt, 1971 dann zum ordentlichen Professor und Leiter der damaligen Abteilung für Zahnärztliche Prothetik sowie zum Direktor der Klinik für Zahn-, Mund- und Kieferheilkunde der Universität Münster.
In dieser Zeit gründete er eine interdisziplinäre Forschergruppe zum Thema Prothesenunverträglichkeit. Aus dem Projekt ging die Forschungsstelle für Psychopathologie und Psychosomatik in der Zahnheilkunde hervor. Der Bedeutung der Werkstoffkunde für die Zahnprothetik bewusst baute er dieses Fach erfolgreich aus, infolgedessen wurde in Münster der erste Lehrstuhl für Zahnärztliche Werkstoffkunde in der Bundesrepublik Deutschland eingerichtet und mit einem Naturwissenschaftler besetzt. Pionierarbeit leistete Marxkors auch auf dem Gebiet der Kiefergesichtsprothetik und der Dysgnathiebehandlung. Weitere Schwerpunkte waren die Behandlung der Myoarthropathien und die Gerontostomatologie. Die Aktualität und internationale Bekanntheit der Arbeit Marxkors' dokumentierte sich insbesondere daran, dass die Abteilung für Zahnärztliche Prothetik von zahlreichen ausländischen Stipendiaten zur Weiterbildung gewählt wurde. 
Marxkors war 1973/74 Dekan der Medizinischen Fakultät und 1982/84 Prorektor der Westfälischen Wilhelms-Universität. Von 1980 bis 1996 war er 1. Vorsitzender der Westfälischen Gesellschaft für Zahn-, Mund- und Kieferheilkunde e. V.
Die wissenschaftliche Produktivität kam in über 1000 Vorträgen und Kursen sowie in über 300 Veröffentlichungen, zum Teil in mehrere Sprachen übersetzt, zum Ausdruck. In Marxkors aktiver Zeit wurden acht Habilitationen erfolgreich abgeschlossen, überdies betreute er 130 Doktoranden.

## Publikationen (Auswahl)
- Lehrbuch der zahnärztlichen Prothetik, Köln : Dt. Zahnärzte-Verl., 2010, 5., überarb. und erw.
- Psychosomatische Medizin und Psychologie für Zahnmediziner, Stuttgart : Schattauer, c 2010
- Psichosomatika v stomatologii,  Moskva : Newdent : žurn. "Novoe v stomatologii", 2008
- Taschenbuch der zahnärztlichen Werkstoffkunde (Koautor Geis-Gerstorfer, Jürgen). - Köln : Dt. Zahnärzte-Verl., 2008, 6., überarb. Aufl.
- Unklare Kiefer-Gesichtsbeschwerden, Hanser, 1999
- Form- und funktionsgerechtes Präparieren, München : Hanser, 1998
- Gerontoprothetik, Berlin : Quintessenz-Verl.-GmbH, 1994
- Funktioneller Zahnersatz, Marxkors, Reinhard. - München : Hanser, 1988, 3., neu bearb. u. erw. Aufl.
- Die partielle Prothese mit Modellgussbasis - Bremen : BEGO, 1984
- Die Auftragserteilung an den Zahntechniker,  - München : Hanser, 1981
- Propädeutik der zahnärztlichen Prothetik, Heidelberg : Hüthig, 1981, 3., vollst. überarb. Aufl.
- Zahnärztliche Psychagogik (Koautor Müller-Fahlbusch, Hans.) - München : Hanser, 198
- Die Gussklammerverankerung, München, Wien : Hanser, 1977
- Der funktionell zweckmäßige Zahnersatz, Leipzig : J. A. Barth, 1976
- Psychogene Prothesenunverträglichkeit,  München, Wien : Hanser, 1976
- Modellguss-Konstruktionen, Bremen : BEGO, Bremer Goldschlägerei Herbst, 1974
- Zahnärztliche Technik (Koautor: Issel, Paul) - Heidelberg : Hüthig, 1973, 3., verb. u. erw. Aufl.
- Werkstoffe in der zahnärztlichen Praxis - Frankfurt a. M. : J. A. Barth, 1972
- Elektrochemische Vorgänge an metallischen Fremdstoffen in der Mundhöhle,  - Münster, 1964
- Vergleichende Untersuchungen über die Wirkungsweise von Kurz- und Mikrowellen im Mund und Kieferbereich - o. O., 1957

## Weblink
- Literatur von und über Reinhard Marxkors im Katalog der Deutschen Nationalbibliothek

## Nachweise
1. ↑  Traueranzeige in den Westfälischen Nachrichten vom 15. Juni 2024, abgerufen am 15. Juni 2024
2. ↑  ZM HEFT 06/2012 Ludger Figgener, Reinhard Marxkors wurde 80
3. ↑  Pressemitteilung der Westfälischen Wilhelms Universität Münster vom 25. Februar 2002, HOHE VERDIENSTE UM DIE ZAHNHEILKUNDE, Prof. Dr. Reinhard Marxkors wird 70 (Memento des Originals vom 25. Mai 2014 im Internet Archive)  Info: Der Archivlink wurde automatisch eingesetzt und noch nicht geprüft. Bitte prüfe Original- und Archivlink gemäß Anleitung und entferne dann diesen Hinweis.

| Personendaten    | Personendaten                                                 |
| ---------------- | ------------------------------------------------------------- |
| NAME             | Marxkors, Reinhard                                            |
| KURZBESCHREIBUNG | deutscher Zahnmediziner, Werkstoffkundler und Hochschullehrer |
| GEBURTSDATUM     | 28. Februar 1932                                              |
| GEBURTSORT       | Hövelhof                                                      |
| STERBEDATUM      | 9. Juni 2024                                                  |
| STERBEORT        | Münster                                                       |